# Valenzana Calcio 2009-2010
Questa voce raccoglie le informazioni riguardanti la Valenzana Calcio nelle competizioni ufficiali della stagione 2009-2010.

## Rosa
| N. |                   | Ruolo | Calciatore          |
| -- | ----------------- | ----- | ------------------- |
|    | Italia (bandiera) | C     | Angelo Affaticato   |
|    | Italia (bandiera) | D     | Fabio Aliboni       |
|    | Italia (bandiera) | D     | Niccolò Barabino    |
|    | Italia (bandiera) | A     | Roberto Barbieri    |
|    | Italia (bandiera) | D     | Alex Benvenga       |
|    | Italia (bandiera) | C     | Gastone Bottini     |
|    | Italia (bandiera) | C     | Andrea Caponi       |
|    | Italia (bandiera) | A     | Manuel Caponi       |
|    | Italia (bandiera) | C     | Giorgio Cini        |
|    | Italia (bandiera) | D     | Luca Della Maggiora |
|    | Italia (bandiera) | A     | Nico De Lucia       |
|    | Italia (bandiera) | D     | Mattia De Stefano   |
|    | Italia (bandiera) | C     | Giacomo Di Donato   |

| N. |                   | Ruolo | Calciatore            |
| -- | ----------------- | ----- | --------------------- |
|    | Italia (bandiera) | A     | Paolo Fusco           |
|    | Italia (bandiera) | C     | Alberto Genova        |
|    | Italia (bandiera) | P     | Edoardo Grosso        |
|    | Italia (bandiera) | p     | Alessandro Lorello    |
|    | Italia (bandiera) | D     | Edoardo Lorenzini     |
|    | Italia (bandiera) | C     | Vincenzo Nitride      |
|    | Italia (bandiera) | C     | Luca Palazzo          |
|    | Italia (bandiera) | D     | Alessandro Ranellucci |
|    | Italia (bandiera) | A     | Jacopo Ravasi         |
|    | Italia (bandiera) |       | Rizzo                 |
|    | Italia (bandiera) | C     | Antonino Scarpitta    |
|    | Italia (bandiera) | A     | Francesco Stanco      |
|    | Italia (bandiera) | C     | Michele Valentini     |